# Google Play
Google Play (також Google Play Маркет та попередньо Android Market) — крамниця застосунків від Google, що дозволяє власникам пристроїв з мобільною операційною системою Android та іншими завантажувати і купувати різні застосунки, книги, фільми і музику.
Рахунок розробника, який дає можливість публікувати програми, коштує 25 $. Платні застосунки можуть публікувати розробники не з усіх країн. Google Play став результатом ребрендингу порталу Android Market 6 березня 2012 року.

## Розробка програмного забезпечення
Програми для Android є програмами в нестандартному байт-коді для віртуальної машини Dalvik.
Розробку застосунків для Android можна вести мовою Java (Java 1.5). Існує плагін для Eclipse — Android Development Tools (ADT), призначений для Eclipse версій 3.3-3.5. Для IntelliJ IDEA також існує плагін, який полегшує розробку Android-застосунків.
Доступні бібліотеки:
- Bionic — бібліотека стандартних функцій, несумісна з libc.
- SSL — шифрування.
- Media Framework (PacketVideo OpenCORE, MPEG-4, H.264, MP3, AAC, AMR, JPG , PNG).
- Surface Manager.
- LibWebCore (на базі WebKit).
- SGL — 2D-графіка.
- OpenGL ES — 3D-бібліотека.
- FreeType — шрифти.
- SQLite — легковага СУБД.

У порівнянні зі звичайними застосунками Linux, застосунки Android підкоряються застосунковим правилам:
- Content Providers — обмін даними між застосунками.
- Resource Manager — доступ до таких ресурсів, як файли XML, PNG, JPEG.
- Notification Manager — доступ до рядка стану.
- Activity Manager — управління активними застосунками.

22 жовтня 2008 року Google оголосила про відкриття онлайн-магазину застосунків для Android — Android Market; розробники отримують 70 % прибутку, решта 30 % йдуть на оплату обслуговування білінгу і податки. Google не отримує прибутку від продажу.
В середині лютого 2009 року для розробників із США і Британії з'явилася можливість брати плату за свої застосунки в Android Market.
2017 року було дозволено завантажувати до Play Store необмежену кількість додатків з азартними іграми у Великій Британії, Франції та Ірландії.
З 1 березня 2021 року в магазинах 15 країн було дозволено завантажувати додатки з азартними іграми на гроші. Подібні додатки було дозволено в Австралії, Бельгії, Канаді, Данії, Фінляндії, Німеччини, Японії, Мексиці, Новій Зеландії, Норвегії, Румунії, Іспанії, Швеції та США. Основною умовою для цих програм є наявність ліцензії у відповідній країні.

## Доступність
| Країна / Регіон                  | Платні застосунки та ігри | Платні застосунки та ігри   | Платні застосунки та ігри | Пристрої | Преса | Книги | Google TV | Google TV   |
| Країна / Регіон                  | Клієнти можуть купувати   | Розробники можуть продавати | Google Play Pass          | Пристрої | Преса | Книги | Фільми    | TV програми |
| -------------------------------- | ------------------------- | --------------------------- | ------------------------- | -------- | ----- | ----- | --------- | ----------- |
| Австралія                        | Так                       | Так                         | Так                       | Так      | Так   | Так   | Так       | Так         |
| Австрія                          | Так                       | Так                         | Так                       | Так      | Так   | Так   | Так       | Так         |
| Азербайджан                      | Так                       | Так                         | Так                       | Ні       | Ні    | Ні    | Так       | Ні          |
| Албанія                          | Так                       | Так                         | Ні                        | Ні       | Ні    | Ні    | Так       | Ні          |
| Алжир                            | Так                       | Так                         | Ні                        | Ні       | Ні    | Ні    | Ні        | Ні          |
| Ангола                           | Так                       | Ні                          | Так                       | Ні       | Ні    | Ні    | Так       | Ні          |
| Антигуа і Барбуда                | Так                       | Так                         | Так                       | Ні       | Ні    | Ні    | Так       | Ні          |
| Аргентина                        | Так                       | Так                         | Ні                        | Ні       | Так   | Так   | Так       | Ні          |
| Аруба                            | Так                       | Ні                          | Ні                        | Ні       | Ні    | Ні    | Так       | Ні          |
| Багамські Острови                | Так                       | Так                         | Ні                        | Ні       | Ні    | Ні    | Ні        | Ні          |
| Бахрейн                          | Так                       | Так                         | Ні                        | Ні       | Так   | Так   | Так       | Ні          |
| Бангладеш                        | Так                       | Так                         | Ні                        | Ні       | Ні    | Ні    | Ні        | Ні          |
| Беліз                            | Так                       | Так                         | Так                       | Ні       | Ні    | Ні    | Так       | Ні          |
| Бельгія                          | Так                       | Так                         | Так                       | Так      | Так   | Так   | Так       | Ні          |
| Бермудські Острови               | Так                       | Ні                          | Ні                        | Ні       | Ні    | Ні    | Ні        | Ні          |
| Бенін                            | Так                       | Ні                          | Ні                        | Ні       | Ні    | Ні    | Так       | Ні          |
| Білорусь                         | Так                       | Так                         | Так                       | Ні       | Ні    | Так   | Так       | Ні          |
| Болгарія                         | Так                       | Так                         | Так                       | Ні       | Ні    | Ні    | Ні        | Ні          |
| Болівія                          | Так                       | Так                         | Так                       | Ні       | Ні    | Так   | Так       | Ні          |
| Боснія і Герцеговина             | Так                       | Ні                          | Ні                        | Ні       | Ні    | Ні    | Так       | Ні          |
| Ботсвана                         | Так                       | Так                         | Так                       | Ні       | Ні    | Ні    | Так       | Ні          |
| Бразилія                         | Так                       | Так                         | Так                       | Так      | Так   | Так   | Так       | Ні          |
| Британські Віргінські Острови    | Так                       | Ні                          | Ні                        | Ні       | Ні    | Ні    | Ні        | Ні          |
| Буркіна-Фасо                     | Так                       | Ні                          | Так                       | Ні       | Ні    | Ні    | Так       | Ні          |
| Вануату                          | Так                       | Так                         | Ні                        | Ні       | Ні    | Ні    | Ні        | Ні          |
| Ватикан                          | Так                       | Ні                          | Ні                        | Ні       | Ні    | Ні    | Ні        | Ні          |
| Велика Британія                  | Так                       | Так                         | Так                       | Так      | Так   | Так   | Так       | Так         |
| Венесуела                        | Так                       | Так                         | Ні                        | Ні       | Ні    | Так   | Так       | Ні          |
| В'єтнам                          | Так                       | Так                         | Ні                        | Ні       | Ні    | Так   | Так       | Ні          |
| Вірменія                         | Так                       | Так                         | Так                       | Ні       | Ні    | Ні    | Так       | Ні          |
| Габон                            | Так                       | Ні                          | Так                       | Ні       | Ні    | Ні    | Так       | Ні          |
| Гамбія                           | Так                       | Так                         | Ні                        | Ні       | Ні    | Ні    | Ні        | Ні          |
| Гана                             | Так                       | Так                         | Ні                        | Ні       | Ні    | Ні    | Ні        | Ні          |
| Гаїті                            | Так                       | Так                         | Так                       | Ні       | Ні    | Ні    | Так       | Ні          |
| Гватемала                        | Так                       | Так                         | Так                       | Ні       | Ні    | Так   | Так       | Ні          |
| Гаяна                            | Ні                        | Так                         | Ні                        | Ні       | Ні    | Ні    | Ні        | Ні          |
| Греція                           | Так                       | Так                         | Так                       | Ні       | Ні    | Так   | Так       | Ні          |
| Грузія                           | Так                       | Ні                          | Ні                        | Ні       | Ні    | Ні    | Ні        | Ні          |
| Гвінея                           | Так                       | Так                         | Ні                        | Ні       | Ні    | Ні    | Ні        | Ні          |
| Гвінея-Бісау                     | Так                       | Так                         | Ні                        | Ні       | Ні    | Ні    | Ні        | Ні          |
| Гондурас                         | Так                       | Так                         | Так                       | Ні       | Ні    | Так   | Так       | Ні          |
| Гонконг                          | Так                       | Так                         | Ні                        | Так      | Ні    | Так   | Так       | Ні          |
| Кабо-Верде                       | Так                       | Ні                          | Так                       | Ні       | Ні    | Ні    | Так       | Ні          |
| Камбоджа                         | Так                       | Так                         | Так                       | Ні       | Ні    | Ні    | Так       | Ні          |
| Камерун                          | Так                       | Ні                          | Ні                        | Ні       | Ні    | Ні    | Ні        | Ні          |
| Канада                           | Так                       | Так                         | Так                       | Так      | Так   | Так   | Так       | Так         |
| Кайманові Острови                | Так                       | Ні                          | Ні                        | Ні       | Ні    | Ні    | Ні        | Ні          |
| Катар                            | Так                       | Так                         | Ні                        | Ні       | Так   | Так   | Так       | Ні          |
| КНР                              | Ні                        | Так                         | Ні                        | Ні       | Ні    | Ні    | Ні        | Ні          |
| Кіпр                             | Так                       | Так                         | Так                       | Ні       | Ні    | Ні    | Так       | Ні          |
| Колумбія                         | Так                       | Так                         | Так                       | Ні       | Так   | Так   | Так       | Ні          |
| Коморські Острови                | Так                       | Ні                          | Ні                        | Ні       | Ні    | Ні    | Ні        | Ні          |
| ДР Конго                         | Так                       | Так                         | Ні                        | Ні       | Ні    | Ні    | Ні        | Ні          |
| Республіка Конго                 | Так                       | Ні                          | Ні                        | Ні       | Ні    | Ні    | Ні        | Ні          |
| Коста-Рика                       | Так                       | Так                         | Так                       | Ні       | Ні    | Так   | Так       | Ні          |
| Данія                            | Так                       | Так                         | Так                       | Так      | Ні    | Так   | Так       | Ні          |
| Джибуті                          | Так                       | Ні                          | Ні                        | Ні       | Ні    | Ні    | Ні        | Ні          |
| Домініка                         | Так                       | Так                         | Ні                        | Ні       | Ні    | Ні    | Ні        | Ні          |
| Домініканська Республіка         | Так                       | Так                         | Так                       | Ні       | Ні    | Так   | Так       | Ні          |
| Еквадор                          | Так                       | Так                         | Так                       | Ні       | Ні    | Так   | Так       | Ні          |
| Екваторіальна Гвінея             | Так                       | Ні                          | Ні                        | Ні       | Ні    | Ні    | Ні        | Ні          |
| Еритрея                          | Так                       | Так                         | Ні                        | Ні       | Ні    | Ні    | Ні        | Ні          |
| Есватіні                         | Так                       | Ні                          | Ні                        | Ні       | Ні    | Ні    | Ні        | Ні          |
| Естонія                          | Так                       | Так                         | Так                       | Ні       | Ні    | Так   | Так       | Ні          |
| Єгипет                           | Так                       | Так                         | Ні                        | Ні       | Так   | Так   | Так       | Ні          |
| Ємен                             | Так                       | Так                         | Ні                        | Ні       | Ні    | Ні    | Ні        | Ні          |
| Замбія                           | Так                       | Так                         | Так                       | Ні       | Ні    | Ні    | Так       | Ні          |
| Зімбабве                         | Так                       | Так                         | Ні                        | Ні       | Ні    | Ні    | Так       | Ні          |
| Ізраїль                          | Так                       | Так                         | Ні                        | Ні       | Ні    | Ні    | Ні        | Ні          |
| Індія                            | Так                       | Так                         | Так                       | Так      | Так   | Так   | Так       | Ні          |
| Індонезія                        | Так                       | Так                         | Ні                        | Ні       | Так   | Так   | Так       | Ні          |
| Ірландія                         | Так                       | Так                         | Так                       | Так      | Так   | Так   | Так       | Ні          |
| Ісландія                         | Так                       | Так                         | Ні                        | Ні       | Ні    | Ні    | Так       | Ні          |
| Іспанія                          | Так                       | Так                         | Так                       | Так      | Так   | Так   | Так       | Ні          |
| Італія                           | Так                       | Так                         | Так                       | Так      | Так   | Так   | Так       | Ні          |
| Йорданія                         | Так                       | Так                         | Ні                        | Ні       | Так   | Так   | Так       | Ні          |
| Казахстан                        | Так                       | Так                         | Так                       | Ні       | Ні    | Так   | Так       | Ні          |
| Катар                            | Так                       | Так                         | Ні                        | Ні       | Так   | Так   | Так       | Ні          |
| Кенія                            | Так                       | Так                         | Ні                        | Ні       | Ні    | Ні    | Ні        | Ні          |
| Киргизстан                       | Так                       | Ні                          | Так                       | Ні       | Ні    | Так   | Так       | Ні          |
| Кот-д'Івуар                      | Так                       | Так                         | Так                       | Ні       | Ні    | Ні    | Так       | Ні          |
| Кувейт                           | Так                       | Так                         | Ні                        | Ні       | Так   | Так   | Так       | Ні          |
| Лаос                             | Так                       | Так                         | Так                       | Ні       | Ні    | Ні    | Так       | Ні          |
| Латвія                           | Так                       | Так                         | Так                       | Ні       | Ні    | Так   | Так       | Ні          |
| Лесото                           | Ні                        | Так                         | Ні                        | Ні       | Ні    | Ні    | Ні        | Ні          |
| Литва                            | Так                       | Так                         | Так                       | Ні       | Ні    | Так   | Так       | Ні          |
| Ліван                            | Так                       | Ні                          | Ні                        | Ні       | Так   | Так   | Так       | Ні          |
| Ліхтенштейн                      | Так                       | Ні                          | Так                       | Ні       | Ні    | Ні    | Ні        | Ні          |
| Люксембург                       | Так                       | Так                         | Так                       | Так      | Ні    | Так   | Так       | Ні          |
| Маврикій                         | Так                       | Так                         | Так                       | Ні       | Ні    | Ні    | Так       | Ні          |
| Мавританія                       | Ні                        | Так                         | Ні                        | Ні       | Ні    | Ні    | Ні        | Ні          |
| Макао                            | Так                       | Так                         | Ні                        | Ні       | Ні    | Ні    | Ні        | Ні          |
| Малаві                           | Ні                        | Так                         | Ні                        | Ні       | Ні    | Ні    | Ні        | Ні          |
| Малайзія                         | Так                       | Так                         | Ні                        | Ні       | Так   | Так   | Так       | Так         |
| Малі                             | Так                       | Так                         | Так                       | Ні       | Ні    | Ні    | Так       | Ні          |
| Марокко                          | Так                       | Ні                          | Ні                        | Ні       | Ні    | Ні    | Ні        | Ні          |
| Малайзія                         | Так                       | Так                         | Ні                        | Ні       | Ні    | Ні    | Ні        | Ні          |
| Мальта                           | Так                       | Так                         | Так                       | Ні       | Ні    | Ні    | Так       | Ні          |
| Мексика                          | Так                       | Так                         | Так                       | Так      | Так   | Так   | Так       | Ні          |
| Федеративні Штати Мікронезії     | Так                       | Так                         | Ні                        | Ні       | Ні    | Ні    | Ні        | Ні          |
| Молдова                          | Так                       | Так                         | Ні                        | Ні       | Ні    | Ні    | Так       | Ні          |
| Монако                           | Так                       | Ні                          | Ні                        | Ні       | Ні    | Ні    | Ні        | Ні          |
| Монголія                         | Ні                        | Так                         | Ні                        | Ні       | Ні    | Ні    | Ні        | Ні          |
| Мозамбік                         | Так                       | Так                         | Ні                        | Ні       | Ні    | Ні    | Ні        | Ні          |
| М'янма                           | Так                       | Так                         | Ні                        | Ні       | Ні    | Ні    | Ні        | Ні          |
| Намібія                          | Так                       | Так                         | Так                       | Ні       | Ні    | Ні    | Так       | Ні          |
| Непал                            | Так                       | Ні                          | Так                       | Ні       | Ні    | Ні    | Так       | Ні          |
| Нігер                            | Так                       | Так                         | Так                       | Ні       | Ні    | Ні    | Так       | Ні          |
| Нігерія                          | Так                       | Так                         | Ні                        | Ні       | Ні    | Ні    | Ні        | Ні          |
| Нідерланди                       | Так                       | Так                         | Так                       | Так      | Так   | Так   | Так       | Ні          |
| Нідерландські Антильські острови | Так                       | Ні                          | Ні                        | Ні       | Ні    | Ні    | Ні        | Ні          |
| Німеччина                        | Так                       | Так                         | Так                       | Так      | Так   | Так   | Так       | Так         |
| Нова Зеландія                    | Так                       | Так                         | Так                       | Так      | Ні    | Так   | Так       | Ні          |
| Нікарагуа                        | Так                       | Так                         | Так                       | Ні       | Ні    | Так   | Так       | Ні          |
| Норвегія                         | Так                       | Так                         | Так                       | Так      | Ні    | Так   | Так       | Ні          |
| ОАЕ                              | Так                       | Так                         | Ні                        | Так      | Так   | Так   | Так       | Ні          |
| Оман                             | Так                       | Ні                          | Ні                        | Ні       | Так   | Так   | Так       | Ні          |
| Пакистан                         | Так                       | Так                         | Ні                        | Ні       | Ні    | Ні    | Ні        | Ні          |
| Палестина                        | Ні                        | Так                         | Ні                        | Ні       | Ні    | Ні    | Ні        | Ні          |
| Панама                           | Так                       | Так                         | Так                       | Ні       | Ні    | Так   | Так       | Ні          |
| Папуа Нова Гвінея                | Так                       | Ні                          | Так                       | Ні       | Ні    | Ні    | Так       | Ні          |
| ПАР                              | Так                       | Так                         | Так                       | Ні       | Ні    | Так   | Так       | Ні          |
| Парагвай                         | Так                       | Так                         | Так                       | Ні       | Ні    | Так   | Так       | Ні          |
| Південна Корея                   | Так                       | Так                         | Ні                        | Так      | Так   | Так   | Так       | Ні          |
| Північна Македонія               | Так                       | Так                         | Ні                        | Ні       | Ні    | Ні    | Так       | Ні          |
| Перу                             | Так                       | Так                         | Так                       | Ні       | Так   | Так   | Так       | Ні          |
| Польща                           | Так                       | Так                         | Так                       | Ні       | Так   | Так   | Так       | Ні          |
| Португалія                       | Так                       | Так                         | Так                       | Так      | Ні    | Так   | Так       | Ні          |
| Росія                            | Так                       | Так                         | Так                       | Ні       | Так   | Так   | Так       | Ні          |
| Руанда                           | Так                       | Ні                          | Так                       | Ні       | Ні    | Ні    | Так       | Ні          |
| Румунія                          | Так                       | Так                         | Так                       | Ні       | Ні    | Так   | Ні        | Ні          |
| Сальвадор                        | Так                       | Ні                          | Так                       | Ні       | Ні    | Так   | Так       | Ні          |
| Сент-Кіттс і Невіс               | Так                       | Так                         | Ні                        | Ні       | Ні    | Ні    | Ні        | Ні          |
| Саудівська Аравія                | Так                       | Так                         | Так                       | Ні       | Так   | Так   | Ні        | Ні          |
| Сенегал                          | Так                       | Ні                          | Так                       | Ні       | Ні    | Ні    | Так       | Ні          |
| Сербія                           | Так                       | Так                         | Ні                        | Ні       | Ні    | Ні    | Ні        | Ні          |
| Сінгапур                         | Так                       | Так                         | Ні                        | Так      | Ні    | Так   | Так       | Ні          |
| Словаччина                       | Так                       | Так                         | Так                       | Ні       | Ні    | Так   | Так       | Ні          |
| Словенія                         | Так                       | Так                         | Так                       | Ні       | Ні    | Ні    | Так       | Ні          |
| Суринам                          | Так                       | Так                         | Ні                        | Ні       | Ні    | Ні    | Ні        | Ні          |
| США                              | Так                       | Так                         | Так                       | Так      | Так   | Так   | Так       | Так         |
| Таджикистан                      | Так                       | Ні                          | Так                       | Ні       | Ні    | Ні    | Так       | Ні          |
| Таїланд                          | Так                       | Так                         | Ні                        | Так      | Так   | Так   | Так       | Ні          |
| Тайвань                          | Так                       | Так                         | Ні                        | Так      | Так   | Так   | Так       | Ні          |
| Танзанія                         | Так                       | Так                         | Так                       | Ні       | Ні    | Ні    | Так       | Ні          |
| Острови Теркс і Кайкос           | Так                       | Ні                          | Ні                        | Ні       | Ні    | Ні    | Ні        | Ні          |
| Того                             | Так                       | Так                         | Так                       | Ні       | Ні    | Ні    | Так       | Ні          |
| Тринідад і Тобаго                | Так                       | Так                         | Так                       | Ні       | Ні    | Ні    | Так       | Ні          |
| Туніс                            | Так                       | Так                         | Ні                        | Ні       | Ні    | Ні    | Ні        | Ні          |
| Туреччина                        | Так                       | Так                         | Ні                        | Ні       | Так   | Так   | Так       | Ні          |
| Туркменістан                     | Так                       | Так                         | Так                       | Ні       | Ні    | Ні    | Так       | Ні          |
| Уганда                           | Так                       | Ні                          | Ні                        | Ні       | Ні    | Ні    | Так       | Ні          |
| Угорщина                         | Так                       | Так                         | Так                       | Ні       | Ні    | Так   | Так       | Ні          |
| Узбекистан                       | Так                       | Так                         | Ні                        | Ні       | Ні    | Так   | Так       | Ні          |
| Україна                          | Так                       | Так                         | Так                       | Ні       | Так   | Так   | Так       | Ні          |
| Уругвай                          | Так                       | Так                         | Так                       | Ні       | Ні    | Так   | Так       | Ні          |
| Фіджі                            | Так                       | Так                         | Так                       | Ні       | Ні    | Ні    | Так       | Ні          |
| Філіппіни                        | Так                       | Так                         | Ні                        | Так      | Так   | Так   | Так       | Ні          |
| Фінляндія                        | Так                       | Так                         | Так                       | Так      | Ні    | Так   | Так       | Ні          |
| Франція                          | Так                       | Так                         | Так                       | Так      | Так   | Так   | Так       | Так         |
| Хорватія                         | Так                       | Так                         | Так                       | Ні       | Ні    | Ні    | Так       | Ні          |
| Центральноафриканська Республіка | Так                       | Так                         | Ні                        | Ні       | Ні    | Ні    | Ні        | Ні          |
| Чад                              | Так                       | Ні                          | Ні                        | Ні       | Ні    | Ні    | Ні        | Ні          |
| Чехія                            | Так                       | Так                         | Так                       | Ні       | Ні    | Так   | Так       | Ні          |
| Чилі                             | Так                       | Так                         | Так                       | Ні       | Так   | Так   | Так       | Ні          |
| Швейцарія                        | Так                       | Так                         | Ні                        | Так      | Ні    | Так   | Так       | Так         |
| Швеція                           | Так                       | Так                         | Так                       | Так      | Ні    | Так   | Так       | Ні          |
| Шрі-Ланка                        | Так                       | Так                         | Так                       | Ні       | Ні    | Ні    | Так       | Ні          |
| Ямайка                           | Так                       | Так                         | Так                       | Ні       | Ні    | Ні    | Так       | Ні          |
| Японія                           | Так                       | Так                         | Так                       | Так      | Так   | Так   | Так       | Так         |

## Музика
Хмарний медіаплеєр, який був частиною Android Market і де також користувачі могли завантажувати музику через Маркет, був представлений на конференції Google I/O 2010. Музичний потоковий сервіс був анонсований на конференції Google I/O 2011 року.
Сервіс підтримує потокову музику в комп'ютерних браузерах, Android-смартфонах та планшетах, і на багатьох пристроях, де використовується платформа Adobe Flash.
У розділі «Музика» були доступні тисячі безкоштовних та мільйони платних пісень із можливістю завантажити до 50 000 пісень зі своєї колекції.
Розділ «Музика» доступний у таких країнах як Австралія, Австрія, Бельгія, Болівія, Велика Британія, Угорщина, Венесуела, Гватемала, Німеччина, Гондурас, Греція, Данія, Домініканська Республіка, Ірландія, Іспанія, Італія, Канада, Колумбія, Коста-Рика, Ліхтенштейн, Люксембург, Мексика, Нідерланди, Нікарагуа, Нова Зеландія, Норвегія, Панама, Парагвай, Перу, Польща, Португалія, Росія, Сальвадор, Словаччина, США, Україна, Фінляндія, Франція, Чехія, Чилі, Швейцарія, Швеція.
У грудні 2020 року був замінений на YouTube Music.

### All Music Access
15 травня 2013 року компанія Google на заході I/O запустила сервіс потокового відтворення музики All Music Access. Він заснований на принципі радіо, де користувачеві пропонують кілька радіостанцій а також власні, де програються пісні з бібліотеки Google Play Music та власної, яка зберігається в Google Music. Сервіс враховує смаки користувача і вставляє в потік треки, що рекомендуються, проте, якщо користувачеві не сподобалася пісня, то він може прибрати її з ротації. Далі можна додавати пісні в плейлист і до своєї бібліотеки, а також зберігати в пам'яті пристрою. Пізніше стало відомо про можливість перенесення бібліотеки треків з iTunes до Google Music.
Сервіс «All Music Access» є платним (9,99 $ у США, 9,99 £ у Великій Британії) і працює в тих країнах, де є розділ з музикою.

## Книги
У розділі Книги знаходяться мільйони електронних книг. Близько 3 мільйонів книг є безкоштовними та кілька тисяч є платними. Книги можна читати онлайн на сайті Google Play, або оффлайн через програму Google Play Books.
Розділ «Книги» доступний у таких країнах: Австралія, Австрія, Аргентина, Бельгія, Болівія, Бразилія, Велика Британія, Угорщина, Венесуела, В'єтнам, Гватемала, Німеччина, Гондурас, Гонконг, Греція, Данія, Домініканська Республіка, Індія, Індонезія, Ірландія Іспанія, Італія, Казахстан, Канада, Колумбія, Коста-Рика, Люксембург, Малайзія, Мексика, Нідерланди, Нікарагуа, Нова Зеландія, Норвегія, Панама, Парагвай, Перу, Польща, Португалія, Росія, Румунія, Сальвадор, Сінгапур, США, Таїланд, Тайвань, Туреччина, Україна, Уругвай, Філіппіни, Фінляндія, Франція, Чехія, Чилі, Швейцарія, Швеція, Еквадор, ПАР, Південна Корея, Японія.

## Журнали
У 2011 році з'явився розділ «Журнали». Там є електронні версії популярних журналів. Більшість є платними, але є безкоштовні. Оплата здійснюється через сайт або програму Google Play Store. Для читання необхідно завантажити програму Google Play Журнали. Покупки синхронізуються з «хмарою», тому потрібне активне інтернет-з'єднання для оновлення передплати. Програма автоматично інформує про оновлення підписки, що дозволяє відразу дізнатися про нові журнали. Читати можна онлайн, а також офлайн. Журнали доступні на сайті Google Play та на Android-пристроях за наявності програми.
У грудні 2013 року, Google провела велике оновлення програми Play Журнали, додавши туди підтримку стрічку новин зі статтями газет та інших ЗМІ. Таким чином, компанія об'єднала 2 сервіси Play Журнали та Google Медіа в одне. У зв'язку з цим вона перейменувала додаток в Google Play Преса (Google Play Newsstand).
Преса доступна тільки в США, Великій Британії, Австралії, Канаді, Німеччині, Нідерландах, Італії, Іспанії, Росії, Франції, Індії та Україні.
У травні 2018 року, Google випустила велике оновлення програми, в якій перейменувала програму, переробила дизайн і додала різні нововведення.

## Кіно та телевізійні шоу
Розділ Google Movies and TV пропонує тисячі фільмів та записів телевізійних шоу, деякі в HD, включаючи комедії, драми, бойовики та документальні стрічки. Фільм або епізод серіалу можна орендувати та дивитися на сайті Google Play або в додатку на смартфоні. Або можна купити фільм і дивитися онлайн.
Розділ «Фільми» доступний у таких країнах як Австралія, Азербайджан, Албанія, Ангола, Антигуа та Барбуда, Аргентина, Аруба, Беліз, Білорусія, Бельгія, Бенін, Болівія, Ботсвана, Бразилія, Буркіна-Фасо, Велика Британія, Венесуела, Вірменія, Габон, Гаїті, Гватемала, Німеччина, Гондурас, Гонконг, Греція, Данія, Домініканська Республіка, Замбія, Зімбабве, Індія, Ірландія, Іспанія, Італія, Кабо-Верде, Казахстан, Камбоджа, Канада, Киргизія, Колумбія, Коста-Рика, Кот-д'Івуар, Лаос, Латвія, Литва, Люксембург, Маврикій, Малі, Мексика, Молдова, Намібія, Непал, Нігер, Нідерланди, Нікарагуа, Нова Зеландія, Норвегія, Панама, Папуа — Нова Гвінея, Парагвай, Перу, Польща Росія, Руанда, Сальвадор, Сенегал, Словаччина, США, Таджикистан, Таїланд, Танзанія, Того, Тринідад і Тобаго, Туркменія, Уганда, Узбекистан, Україна, Уругвай, Фіджі, Філіппіни, Фінляндія, Франція, Хорватія, Чехія, Чилі Швеція, Шрі-Ланка, Еквадор, Естонія, Південна Корея, Ямайка, Японія. Однак, оренда фільму доступна не в усіх країнах.
Розділ з ТВ-програмами доступний в Австралії, Великій Британії, Канаді, США та Японії.

## Ігри
Google Play Ігри були представлені публіці на конференції I/O 2013 як ігровий сервіс для Android. За своїми функціями він схожий з Game Center компанії Apple: таблиця результатів, досягнень (у тому числі друзів), мультіплеер у реальному часі, хмарні збереження. Вже зараз він став популярним, ним користуються мільйони людей. Розробники ігор вже починають інтеграцію сервісу у свої продукти, а деякі вже працювали з Play Games після презентації сервісу (наприклад, World of Goo та Super Stickman Golf 2).
Однак сам додаток Play Ігри з'явився через місяць (24 липня), в той же час, коли представляли новий планшет Nexus 7 другого покоління, Android 4.3 і Chromecast.

## Оплата контенту
Для оплати завантажуваного контента передбачаються такі способи оплати:
- кредитні або дебетові картки (American Express, MasterCard, Visa, ряд інших);
- Google Гаманець (США та Велика Британія);
- Прямий білінг оператора зв'язку;
- подарункові картки та промокоди;
- Через систему PayPal.

Конкретний набір способів оплати залежить від держави й регіону.

## Альтернативи
Існують альтернативні каталоги додатків для Android, наприклад Aurora Store, NashStore та F-Droid.
Платформа Android включає також операційні системи, сумісні з Android, або Оболонки Android. Розробники таких систем також створюють магазини програм, наприклад Mi GetApps.

## Проблеми безпеки користувачів
У березні 2011 року Android Market опинився в центрі скандалу після виявлення в каталозі магазина шкідливих застосунків, які були видалені з магазину і пристроїв користувачів компанією Google. Компанія заявила, що вступить в контакт з партнерами для рішення про випуск термінового оновлення, що закриває вразливості, а також гарантувала те, що прийняла ряд заходів, що перешкоджають появі подібного шкідливого ПЗ (програмне забезпечення) в каталозі застосунків.
Наприкінці серпня 2023 року в Google Play було знайдено фальшивий додаток «Signal», в розміщенні якого підозрюють хакерів з Китаю. Підроблена версія програми для обміну приватними повідомленнями «Signal» потрапила до Google Play і, схоже, пов'язана з китайською шпигунською операцією, заявили в середу дослідники. Хакери, яких дослідники з компанії ESET, що спеціалізується на кібербезпеці, назвали GREF, випустили свою версію в магазині Samsung Galaxy Store. За словами фахівців ESET, головна мета підробленого «Signal», який називався «Signal Plus Messenger» і функціонував так само, як і легальна версія, — шпигувати за комунікаціями справжнього додатку. Стандартна версія «Signal» дозволяє користувачам зв'язати мобільний додаток з настільним комп'ютером або Apple iPad. Шкідливий месенджер «Signal Plus Messenger» зловживав цією можливістю, автоматично підключаючи скомпрометований пристрій до «Signal» зловмисника у фоновому режимі, тож усі повідомлення переходили на його акаунт. При цьому користувачі нічого не помічали і не отримували жодних сповіщень. Фактично, це був перший задокументований випадок шпигунства в Google Play за допомогою «Signal» жертви та прихованого автопосилання.
На початку січня 2024 року, компанія McAfee, що входить до App Defense Alliance, повідомила, що вона виявила 14 заражених програм у Google Play, причому три з них мали по 100 000 установок. Невідомий раніше бекдор для Android під назвою «Xamalicious» заразив близько 338 300 пристроїв через шкідливі програми в Google Play. Встановлено, що користувачі, встановлювали їх з середини 2020 року. Крім того, окремий набір з 12 шкідливих програм, що несуть загрозу «Xamalicious», статистика завантажень яких недоступна, поширюється в неофіційних сторонніх магазинах програм, заражаючи користувачів через завантажувані файли APK (пакет для Android).
У вересні 2024 року Google інтегрувала в ОС Android механізм для перевірки легальності встановлених програм і ігор. Цей інструмент дозволяє розробникам дізнатися з якого джерела було отримано та встановлено додаток. Новий інструмент, Google Play Integrity API, дає можливість розробникам відстежувати походження додатка через запити на сервер. Якщо виявиться, що програма була завантажена не з Google Play, вона просто не запуститься і видасть повідомлення, що вимагає її встановлення з офіційного джерела, а саме з офіційного магазину Google Play.
З 1 жовтня 2024 року Google почав блокувати додатки на смартфонах з ОС Android, які були завантажені користувачами з піратських ресурсів. Тепер, під час спроби запустити піратську версію гри з'являється повідомлення про помилку, і користувача перенаправляють на сторінку магазину Play Market, де пропонують придбати офіційний додаток.